# Seznam mozambiških kardinalov
Seznam mozambiških kardinalov.

## G
- Teódosio Clemente de Gouveia (portugalsko-mozambiški)

## L
- Júlio Duarte Langa

## S
- Alexandre José Maria dos Santos